# Ocean Two
Pour les articles homonymes, voir Océan (homonymie).
L'Ocean Two est un gratte-ciel situé à Panama City (Panama), construit en 2010.
Il mesure 273 mètres pour 73 étages.
Il fait partie du complexe Ocean Towers qui comprend également l'Ocean One